# 유기준 (1959년)
유기준(兪奇濬, 1959년 8월 10일 ~ 충청남도 부여)은 대한민국의 변호사이자 제17대 ~ 제20대 국회의원과 제18대 해양수산부 장관을 지낸 정치인이다.

## 학력
- 1978년: 동아고등학교 졸업
- 1982년: 서울대학교 법과대학 법학과 학사
- 1989년: 미국 뉴욕 대학교 로스쿨 LL.M.

## 경력
- 1983년: 제25회 사법시험 합격(사법연수원 15기 수료)
- 1988년: 변호사 개업 (부산지방변호사회 소속)
- 1990년: 미국 뉴욕주 변호사시험 합격
- 1999년 3월 ~ 2001년 2월: 부산대학교 상과대학 겸임교수
- 2000년 3월 ~ 2002년 2월: 한국해양대학교 겸임교수
- 2004년 4월 15일: 대한민국 제17대 국회의원 선거(부산 서구, 한나라당, 초선)
- 2004년 6월 ~ 2005년 4월: 한나라당 원내부대표
- 2006년: 여의도연구소 부소장
- 2006년 7월 ~ 2007년: 한나라당 대변인
- 2008년 4월 9일: 대한민국 제18대 국회의원 선거 당선(부산 서구, 무소속, 초선)
- 2008년 ~ 2009년: 한나라당 법률지원단장
- 2009년: 한국지구환경의원연맹 부회장
- 2009년: 한나라당 당헌당규개정특별위원회 위원
- 2009년 7월: 한나라당 부산광역시당 위원장
- 2011년 ~ 2012년: 한나라당 부산광역시당 위원장
- 2012년 4월 11일: 대한민국 제19대 국회의원 선거 당선(부산 서구, 새누리당, 3선)
- 2012년 5월~ 2014년 5월: 새누리당 최고위원
- 2015년 3월 ~ 2015년 11월: 제18대 해양수산부 장관
- 2016년 4월 13일: 대한민국 제20대 국회의원 선거 당선(부산 서구·동구, 새누리당, 4선)
- 대한민국해양연맹 고문
- 법무법인 삼양 대표 변호사
- 2022년 5월 ~ 2022년 6월: 국민의힘 제8회 전국동시지방선거 부산광역시당 선거대책위원회 명예선대위원장

## 의정 활동
- 2004년 5월 30일 ~ 2008년 5월 29일: 제17대 국회의원 (부산 서구, 한나라당→무소속, 초선)
- 2006년 6월 ~ 2006년 7월: 17대 국회 전반기 행정자치위원회 의원 겸 한나라당 간사
- 2004년 ~ 2008년: 한나라당 부산광역시당 서구 당원협의회 위원장
- 2008년: 제18대 총선에서 친박무소속연대 후보로 당선후, 한나라당 복당
- 2008년 5월 30일 ~ 2012년 5월 29일: 제18대 국회의원 (부산 서구, 무소속→한나라당→새누리당, 재선)
- 2008년 ~ 2012년: 한나라당 부산광역시당 서구 당원협의회 위원장
- 2008년 ~ 2010년: 제18대 국회 전반기 농림수산식품위원회 의원
- 2010년 ~ 2012년: 제18대 후반기 국회 외교통상통일위원회 의원 겸 한나라당 간사
- 2012년 5월 30일 ~ 2016년 5월 29일: 제19대 국회의원 (부산 서구, 새누리당, 3선)
- 2012년 ~ 2016년: 새누리당 부산광역시당 서구 당원협의회 위원장
- 2012년 7월 ~ 2014년 5월: 제19대 국회 전반기 국방위원회 위원
- 2014년 6월 ~ 2015년 2월: 제19대 국회 후반기 외교통일위원장
- 2015년 2월 ~ 2016년 5월: 제19대 국회 후반기 외교통일위원회 위원
- 2015년 3월 16일 ~ 2015년 11월 11일: 제18대 해양수산부 장관
- 2016년 5월 30일 ~ 2020년 5월 29일: 제20대 국회의원 (부산 서구·동구, 새누리당→자유한국당→미래통합당, 4선)
- 2016년 ~ 2017년: 새누리당 부산광역시당 서구·동구 당원협의회 위원장
- 2016년 6월 ~ 2016년 12월: 제20대 국회 전반기 산업통상자원위원회 위원
- 2016년 12월 ~ 2018년 5월: 제20대 국회 전반기 외교통일위원회 위원
- 2017년 5월 ~ 2017년 9월: 제20대 국회 헌법재판소장 임명동의에 관한 인사청문특별위원회 위원장
- 2018년 5월 ~ 2018년 6월: 자유한국당 6·13 지방선거 중앙선거대책위원회 부위원장
- 2018년 7월 ~ 2020년 5월:제20대 국회 후반기 외교통일위원회 위원
- 2019년 1월 ~ 2020년 2월 : 자유한국당 부산광역시당 서구·동구 당원협의회 위원장
- 2019년 8월 : 제20대 국회 후반기 사법개혁특별위원회 위원장
- 2020년 2월 ~ 2020년 5월: 미래통합당 부산광역시당 서구·동구 당원협의회 위원장

## 의정 행보

### 복수 국적
제18대 국회에서 2009년 12월 29일에 대한민국 정부가 혼인관계를 유지하고 있는 결혼이민자, 대한민국에 특별한 공로가 있거나, 우수 외국인재로서 특별귀화한 자, 국적회복허가를 받은 자로서 특별한 공로가 있거나, 우수 외국인재로 인정되는 자, 해외입양 되었다가 우리 국적을 회복한 자, 그리고 외국에 장기 거주하다가 국내에 영주 귀국하여 대한민국 국적을 회복한 65세 이상의 자들을 대상으로 복수국적을 제한적으로 허용하기 위해 발의한 국적법 일부개정법률안(의안번호 1807200)의 수정가결에 찬성하였다.

### 재외국민 참정권
제 18대 국회에서 2009년 2월 5일에 대한민국 헌법 제24조에도 불구하고 해외에 거주하는 약 240만명 대한민국 국민의 금지되었던 재외국민 참정권을 회복하기 위해 발의된 공직선거법 일부개정법률안(대안)(의안번호 1803725), 주민투표법 일부개정법률안(의안번호1803724), 그리고 국민투표법 일부개정법률안(의안번호 1800737)중 공직선거법 일부개정법률안(대안)(의안번호 1803725)의 가결을 반대하였고 나머지 2개의 일부개정법률안의 의결에 찬성하였다.

## 역대 선거 결과
|  | 45.01% |

|  | 55.53% |

|  | 55.07% |

|  | 52.21% |

## 소속 정당
| 소속 정당 | 소속 정당  | 소속 기간 | 비고      |
| --------- | ---------- | --------- | --------- |
|           | 한나라당   | 2004~2008 | 정계 입문 |
|           | 무소속     | 2008      | 탈당      |
|           | 한나라당   | 2008~2012 | 복당      |
|           | 새누리당   | 2012~2017 | 당명 변경 |
|           | 자유한국당 | 2017~2020 | 당명 변경 |
|           | 미래통합당 | 2020      | 합당      |
|           | 국민의힘   | 2020~현재 | 당명 변경 |

## 가족
동생이 박근혜 정부 마지막 통계청장이었던 유경준이다.

## 사건사고 및 논란
- 박근혜 정부에서 해양수산부장관에 임명되었는데, 인사청문회 과정에서 위장전입 의혹이 제기되었고, 유기준은 해당 의혹을 인정했다.
- 보좌관이 대리택시기사에게 막말을 하여 갑질논란이 일었다.

### 우병우 민정수석 아들 인턴 채용 논란
유기준 의원은 우병우 민정수석의 장남 우모씨를 인턴으로 임용하였던것으로 밝혀져 논란이 되고 있다. 무급 인턴도 경력이 인정되기 때문에 대학생이나 취업 준비생 사이에 인기가 높아 경쟁률이 '수십 대 1'까지 올라가는데 유기준 의원실에서는 국회 홈페이지에 채용 공고를 내지 않고 우 씨를 인턴으로 뽑았다는 점이 의혹을 사고 있다. 우 씨가 의원실에서 근무한 직후인 2015년 1월 23일 우 수석은 민정비서관에서 민정수석으로 승진하였으며 그리고 25일 만인 2월 17일 유기준 의원은 해양수산부 장관에 지명되게 되었다. 장관 인사 검증을 총괄하는 자리가 민정수석이라는 점에서 당시 상황은 여러 의혹을 사게 되었는데 이에 대하여 우병우 수석 측은 "유 의원 인사 검증은 우 수석이 민정수석이 되기 전에 끝났다"고 해명했으며 유기준 의원은  위장전입과 투기, 의정활동 중 변호사 겸직, 양도소득세 탈루 등 의혹이 제기됐지만 인사청문회를 통과해 장관에 취임하였다.

## 같이 보기
- 서구 (1988년 부산 선거구)
- 서구·동구
- 부산 서구의 국회의원
- 부산 동구의 국회의원
- 대한민국의 해양수산부 장관